# Augustus 2019
Dit artikel geeft een chronologisch overzicht van de belangrijkste gebeurtenissen per dag in de maand augustus van het jaar 2019.

## Gebeurtenissen

### 1 augustus
- In Nederland wordt een gedeeltelijk verbod op gezichtsbedekkende kleding van kracht. Het wetsvoorstel hiertoe werd vorig jaar goedgekeurd.

### 4 augustus
- In de VS vinden kort na elkaar twee schietpartijen plaats, in respectievelijk El Paso (Texas) en Dayton (Ohio). Er vallen bij elkaar ca. 30 doden.

### 5 augustus
- Het Chinese ministerie van Handel maakt bekend dat staatsbedrijven tot nader order geen landbouwproducten uit de Verenigde Staten meer kopen, als tegenreactie op het besluit van president Trump om een importheffing van 10% op Chinese producten in te stellen.
- India maakt een eind aan de speciale status van de regio Kasjmir, die hierdoor geen autonomie meer heeft, en sluit Kasjmir af van de buitenwereld. De spanning tussen India en Pakistan loopt sterk op.

### 8 augustus
- Het IPCC presenteert in Genève een nieuw klimaatrapport, waarin wordt beschreven hoe de wereldwijde opwarming in de toekomst de landbouw en voedselproductie zal beïnvloeden.

### 10 augustus
- Jeffrey Epstein wordt dood aangetroffen in zijn cel in het MCC New York. Eind juli dat jaar werd hij bewusteloos aangetroffen en werd daarop onder suicide watch (intensieve controle) gesteld. Er werd bevolen om elk halfuur te controleren of hij sliep en nog leefde. Hoe het mogelijk is dat er ondanks deze maatregel zelfmoord heeft plaats kunnen vinden is in onderzoek.

### 12 augustus
- Vluchten van en naar het vliegveld van Hongkong worden twee dagen geannuleerd naar aanleiding van de protesten in Hongkong.

### 23 augustus
- De Amerikaanse president Trump kondigt voor oktober een nieuwe verhoging aan van de importheffing op bepaalde Chinese producten, van 25% naar 30%. Dit versterkt de door de VS gestarte handelsoorlog en doet wereldwijd de beurzen dalen.

### 24 augustus
- In de Franse plaats Biarritz wordt tot en met maandag de nieuwe G7-top gehouden.

### 26 augustus
- In Roemenië verliest de regering Dăncilă haar meerderheid in het parlement nadat coalitiegenoot ALDE uit de coalitie met de PSD stapt vanwege onenigheid over een koerswijziging van de regering na het verlies in de Europese verkiezingen en de gevangenneming van PSD-partijleider Liviu Dragnea.

### 28 augustus
- De Britse premier Boris Johnson stuurt het parlement opnieuw met reces, nu tot 14 oktober. Dit is slechts tweeënhalve week voor de geplande brexitdatum.

## Overleden
← · januari · februari · maart · april · mei · juni · juli · augustus · september · oktober · november · december ·  →